# Casteldelfino
Casteldelfino (piemontiul: Casteldelfin, okcitánul: Chasteldeifin) település Olaszországban, Piemont régióban, Cuneo megyében. Lakosainak száma 142 fő (2023. január 1.). Casteldelfino Bellino, Elva, Oncino, Pontechianale és Sampeyre községekkel határos.

## Népesség
A település lakossága az elmúlt években az alábbi módon változott:
| Lakosok száma | 158  | 152  | 142  |
|               | 2017 | 2018 | 2023 |